# Veldsterkte

Elektrische veldsterkte van twee tegengestelde ladingen

Met de veldsterkte van een vectorveld wordt vaak eenvoudig de vectoriële functiewaarde bedoeld, maar soms wordt er de lengte van die vector mee bedoeld.
Het veld kan bijvoorbeeld een magnetisch veld of elektrisch veld zijn. Met de veldsterkte drukt men uit hoe sterk het veld is op een bepaalde plaats in het veld, en eventueel de richting.  Ook de zwaartekracht heeft een veldsterkte; de zwaarteveldsterkte (of gravitatieveldsterkte). Deze heeft als eenheid N/kg. De veldsterkte rond Brussel bedraagt ongeveer 9,81 N/kg.
Veldsterkte is een  vector en heeft dus naast een grootte altijd een richting. Afhankelijk van de omgeving wordt de veldsterkte uitgedrukt in 2 of 3 componenten, in orthogonale richtingen gericht. Wanneer we spreken van de veldsterkte in een zeker punt, bedoelen we daarmee de vectoriële som van de afzonderlijke componenten.
- Elektrische veldsterkte wordt doorgaans uitgedrukt in volt per meter ofwel V/m.
- Magnetische veldsterkte wordt uitgedrukt in ampère per meter ofwel A/m (kan ook uitgedrukt worden in N/Wb).